# Кріс Гібсон
Крістофер Патрік «Кріс» Ґібсон (англ. Christopher Patrick «Chris» Gibson; нар. 13 травня 1964, Rockville Centre, Нью-Йорк) — американський політик-республіканець. З 2011 року він представляє штат Нью-Йорк у Палаті представників США.

## Біографія
У 1986 році він закінчив Сієна-коледж. Між 1981 і 1986 був членом Національної гвардії свого штату, а з 1986 до 2010 року служив офіцером в армії Сполучених Штатів, де дослужився до полковника. Під час військової служби, він до 1998 року навчався у Корнельському університеті в Ітаці. Як солдат він служив, серед іншого, в Іраку і Косово. Він отримав численні бойові нагороди, у тому числі Бронзову Зірку (4) і орден «Легіон Заслуг» (2). Врешті-решт він став викладачем у Військовій академії США у Вест-Пойнті, де викладав американську політику.
Ґібсон одружений, має трьох дітей.